# Bury F.C.
Bury Football Club – angielski klub piłkarski z siedzibą w Bury w hrabstwie Lancashire. Dwukrotny zdobywca Pucharu Anglii. 27 sierpnia 2019 roku klub został wykluczony z Football League z powodu fatalnej sytuacji finansowej.

## Skład na sezon 2017/18
| Nr | Poz. | Piłkarz                                           |
| -- | ---- | ------------------------------------------------- |
| 1  | BR   | Joe Murphy                                        |
| 2  | OB   | Craig Jones                                       |
| 3  | OB   | Greg Leigh                                        |
| 4  | PO   | Andrew Tutte                                      |
| 6  | OB   | Eoghan O’Connell                                  |
| 7  | NA   | Chris Maguire                                     |
| 8  | NA   | Stephen Dawson (kapitan)                          |
| 9  | NA   | Jermaine Beckford                                 |
| 10 | PO   | Danny Mayor                                       |
| 11 | NA   | Nicky Ajose (wypożyczony z Charlton Athletic)     |
| 12 | OB   | Jordan Williams (wypożyczony z Huddersfield Town) |
| 13 | PO   | Callum Reilly                                     |
| 14 | OB   | Phil Edwards                                      |
| 15 | OB   | Tom Aldred                                        |
| 17 | PO   | Chris Humphrey                                    |

| Nr | Poz. | Piłkarz                                     |
| -- | ---- | ------------------------------------------- |
| 18 | PO   | Josh Laurent (wypożyczony z Wigan Athletic) |
| 20 | OB   | Alex Whitmore (wypożyczony z Burnley F.C.)  |
| 21 | PO   | Mihai Dobre (wypożyczony z Bournemouth)     |
| 23 | OB   | Joe Skarz                                   |
| 24 | PO   | Callum Styles                               |
| 25 | PO   | Dai Wai-tsun                                |
| 26 | PO   | Jay O’Shea                                  |
| 27 | OB   | Nathan Cameron                              |
| 28 | OB   | Ryan Cooney                                 |
| 29 | NA   | Michael Smith                               |
| 30 | PO   | Rohan Ince (wypożyczony z Albion)           |
| 31 | PO   | Neil Danns                                  |
| 33 | NA   | Harry Bunn                                  |
| 38 | BR   | Leo Fasan                                   |
| 39 | NA   | Ryan Lowe                                   |

## Sukcesy
- Puchar Anglii: 1900, 1903